# Premis Nacionals de Niue
Els Premis Nacionals de Niue són un sistema d'ordres, condecoracions i medalles per reconèixer els èxits o el servei dels niueans. Es van establir l'any 2020. Anteriorment, Niue es trobava sota el sistema d'honors reials de Nova Zelanda. Els premiats es decideixen pel Comitè Nacional de Premis i s'anuncien cada any el Dia de la Constitució, el 19 d'octubre.
Hi ha tres nivells de premis:
- La Creu del Servei Distingit de Niue (Niue Distinguished Service Cross, NDSC) per un servei distingit, per a aquells que han "contribuït en molts anys de servei excepcional al poble i a la nació de Niue";
- La Medalla del Servei Públic de Niue (Niue Public Service Medal, NPSM) per a aquells que han contribuït significativament com a membres del Servei Públic de Niue; i
- L'Estrella pel Servei a la Comunitat de Niue (Niue Community Service Star, NCSS) per al servei comunitari.

Els primers premis es van atorgar l'octubre de 2020. Els successius premis s'han entregat els anys 2021, 2022, i 2023.

## Destinataris notables
- Creu del Servei Distingit de Niue
  - Jack Willie Lipitoa
  - Pokotoa Sipeli
  - Young Vivian
- Medalla del Servei Públic de Niue
  - Atapana Siakimotu
- Estrella del servei comunitari de Niue
  - Michael Jackson
  - Narita Viliamu Tahega